# Michael Bardon
Michael Bardon (* 1986) ist ein irischer Jazz- und Improvisationsmusiker (Kontrabass, auch E-Bass).

## Leben und Wirken
Bardon zog 2007 nach Leeds, um Jazz am Leeds College of Music zu studieren; 2010 erwarb er den Bachelor mit Auszeichnung. Seitdem arbeitet er in verschiedenen musikalischen Bereichen, wie in den Formationen Shatner’s Bassoon, Tipping Point, Sean Noonan’s Pavees Dance, im Trio Hession/DeBezenac/Bardon, Craig Scott’s Lobotomy, Dave Kane’s Rabbit Project Orchestra, im  Quintett von Nat Birchall und in Ben Cottrells Gruppe New Seeing. Im Vereinigten Königreich und Kontinentaleuropa trat er in Spielstätten und auf Festivals auf wie dem Haldern Pop Festival, dem Jazzfestival von Sant’Anna Arresi in Sardinien, Experimenta Festival (Bari), Locomotive Jazz Fest (Puglia), dem Festival Jazz Od Nowa (Toruń), dem Manchester Jazz Festival, in London im Cafe Oto, The Vortex und Club Integral. Seit 2016 spielte er auch im Trio mit Hans Peter Hiby und Paul Hession. 2021 legte er sein Soloalbum The Gift of Silence vor. Weiterhin holte ihn Martin Archer in sein Trio.

## Diskographische Hinweise
- James Mainwaring / Michael Bardon / Tim Horne: Live 30/05/10 (2012)
- Hiby – Bardon – Hession: Roots (Not Two Records, 2017)
- Shatner’s Bassoon: Disco Erosion (2018), mit Oliver Dover, Johnny Richards, Craig Scott, Joosy Hendrickx[5]
- The Gift of Silence (Discus 2021)
- Martin Archer Trio: See You Soon or See You Sometime (Discus 2022)